# Kotajk Abowian
Kotajk Abowian (orm. „Կոտայք“ Ֆուտբոլային Ակումբ Աբովյան, "Kotajk" Futbolajin Akumby Abowian) – ormiański klub piłkarski z siedzibą w mieście Abowian w prowincji Kotajk.

## Historia
Chronologia nazw:
- 1955–2004: Kotajk Abowian (orm. «Կոտայք» Աբովյան)
- 2005–2006: Esteghlal-Kotajk Abowian (orm. «Էստեղլալ-Կոտայք» Աբովյան)
- 2006: Kotajk Abowian (orm. «Կոտայք» Աբովյան)

Klub Piłkarski Kotajk Abowian został założony w 1955 roku. W 1978 zespół debiutował w Drugiej Lidze, strefie 4 Mistrzostw ZSRR. W 1984 zajął najpierw 1. miejsce w swojej grupie, a potem również 1. miejsce w turnieju finałowym o awans do Pierwszej Ligi. W latach 1985–1991 występował w drugiej klasie rozgrywek radzieckich.
Po uzyskaniu przez Armenię niepodległości, w 1992 debiutował w najwyższej lidze Armenii. W 1995 połączył się z innym klubem z Abowiana Bananc Kotajk, ale takie wzmocnienie nie uchroniło klub od spadku. Przed rozpoczęciem sezonu 1998 klub z przyczyn finansowych był zmuszony zrezygnować z rozgrywek. Potem startował w drugiej lidze (Aradżin chumb). W 2000 klub zajął 4. miejsce, ale tak jak najwyższa liga została poszerzona, to od 2001 występował w Bardsragujn chumb. W 2005 zmienił nazwę na Esteghlal-Kotajk Abowian, a w kolejnym sezonie z powodu kłopotów finansowych zrezygnował z dalszych występów i na początku 2006 został rozwiązany.
Zawodnikiem i szkoleniowcem zespołu był reprezentant Związku Radzieckiego Arkadij Andreasian.

## Sukcesy
- Pierwsza Liga ZSRR: 9. miejsce (1989)
- Puchar ZSRR: 1/16 finału (1984/85, 1986/87)
- Mistrzostwo Armeńskiej SRR: mistrz (1967, 1973, 1975, 1976)
- Puchar Armeńskiej SRR: zdobywca (1975, 1976, 1977)
- Mistrzostwo Armenii: 4. miejsce (2005)
- Puchar Armenii: finalista (1995, 1996)

## Europejskie puchary
Legenda do wszystkich tabel:
- Q – runda eliminacyjna, 1/16, 1/8, 1/4, 1/2 – odpowiednia faza rozgrywek, Grupa – runda grupowa, 1r gr – pierwsza runda grupowa, 2r gr – druga runda grupowa, F – finał, R – runda, PO – play-off
- k. – rzuty karne, los. – losowanie, Dogr. – dogrywka, w. – zasada bramek strzelonych na wyjeździe

| Sezon   | Rozgrywki                 | Runda | Klub        | Dom | Wyjazd | Ogólnie |
| ------- | ------------------------- | ----- | ----------- | --- | ------ | ------- |
| 1996/97 | Puchar Zdobywców Pucharów | Q     | AEK Larnaka | 1–0 | 0–5    | 1–5     |
| 2003    | Puchar Intertoto          | 1R    | Brno        | 3–2 | 0–1    | 3–3, w. |